# Schlotheimia robusticuspis
Schlotheimia robusticuspis är en bladmossart som beskrevs av C. Müller 1898. Schlotheimia robusticuspis ingår i släktet Schlotheimia och familjen Orthotrichaceae. Inga underarter finns listade i Catalogue of Life.